# Nectria (schimmel)
Nectria is een schimmelgeslacht van Ascomyceten. Ze zijn meestal saprofytisch op rottend hout, maar sommige soorten, zoals bijvoorbeeld vruchtboomkanker, zijn ook parasitair op bomen, vooral op appelbomen en een aantal andere loofbomen.
Nectria-soorten komen van nature voor in Europa en Noord-Amerika en sommige soorten zijn ingevoerd in New Zealand en Australië. 

## Nectaria
Volgens Index Fungorum telt in geslacht in totaal 323 soorten (peildatum februari 2023):
| Soortnaam                                   | Auteur(s)                                         | Publicatiejaar |
| ------------------------------------------- | ------------------------------------------------- | -------------- |
| Nectria acaciae                             | (Tilak) A. Pande                                  | 2008           |
| Nectria aemulans                            | Rehm                                              | 1909           |
| Nectria albiziae                            | Woron.                                            | 1920           |
| Nectria albocincta                          | Bres.                                             | 1926           |
| Nectria aleuritis                           | Shou C. Chen & J.Z. Zhang                         | 1984           |
| Nectria amaniana                            | Zimm.                                             | 1904           |
| Nectria amaniensis                          | Henn.                                             | 1905           |
| Nectria amazonensis                         | (Bat., J.L. Bezerra & C.R. Almeida) Samuels       | 1973           |
| Nectria ananatis                            | Seaver & Chardón                                  | 1926           |
| Nectria annulata                            | Rehm                                              | 1900           |
| Nectria antarctica                          | (Speg.) Rossman                                   | 1989           |
| Nectria araliae                             | Lar.N. Vassiljeva & S.L. Stephenson               | 2014           |
| Nectria argentinensis                       | Hirooka, Rossman & P. Chaverri                    | 2012           |
| Nectria asakawaensis                        | Ts. Watan.                                        | 1990           |
| Nectria asiatica                            | Hirooka, Rossman & P. Chaverri                    | 2011           |
| Nectria asperata                            | Rehm                                              | 1909           |
| Nectria augustoi                            | H.P. Upadhyay                                     | 1967           |
| Nectria aurantiaca                          | (Bab.) Jacz.                                      | 1913           |
| Nectria aureola                             | G. Winter                                         | 1885           |
| Nectria australiensis                       | Seifert                                           | 1985           |
| Nectria azureo-ostiolata                    | Yoshim. Doi                                       | 1977           |
| Nectria bactridioides                       | Berk. & Broome                                    | 1873           |
| Nectria badia                               | Maubl.                                            | 1920           |
| Nectria bainii                              | Massee                                            | 1899           |
| Nectria bakeri                              | Rehm                                              | 1908           |
| Nectria balansae                            | Speg.                                             | 1886           |
| Nectria barbata                             | Petch                                             | 1921           |
| Nectria behnickiana                         | Henn.                                             | 1905           |
| Nectria berberidicola                       | Hirooka, Lechat, Rossman & P. Chaverri            | 2012           |
| Nectria berkeleyi                           | Höhn.                                             | 1912           |
| Nectria betulina                            | Rehm                                              | 1906           |
| Nectria bicolor                             | Berk. & Broome                                    | 1873           |
| Nectria blumenaviensis                      | Henn.                                             | 1902           |
| Nectria bogoriensis                         | C. Bernard                                        | 1907           |
| Nectria bolbophylli                         | Henn.                                             | 1905           |
| Nectria bomba                               | Petch                                             | 1920           |
| Nectria bonanseana                          | Sacc. & D. Sacc.                                  | 1905           |
| Nectria botryosa                            | Henn.                                             | 1902           |
| Nectria brassicae                           | Ellis & Sacc.                                     | 1881           |
| Nectria bredowiensis                        | Kirschst.                                         | 1935           |
| Nectria brenckleana                         | Petr.                                             | 1925           |
| Nectria brenesii                            | Döbbeler & J. Carranza                            | 1993           |
| Nectria brunneostriata                      | Samuels                                           | 1988           |
| Nectria brutia                              | Diederich & Puntillo                              | 1995           |
| Nectria bulbicola                           | Henn.                                             | 1901           |
| Nectria byssiseda                           | Rehm                                              | 1898           |
| Nectria byssophila                          | Rossman                                           | 1979           |
| Nectria cacaoicola                          | Roger                                             | 1935           |
| Nectria caesariata                          | Pat.                                              | 1902           |
| Nectria caespiticia                         | Syd. & P. Syd.                                    | 1909           |
| Nectria cainitonis                          | Henn.                                             | 1908           |
| Nectria callispora                          | Höhn.                                             | 1909           |
| Nectria calonectricola                      | Henn.                                             | 1908           |
| Nectria camerunensis                        | K.R. Appel & Strunk                               | 1904           |
| Nectria canadensis                          | Ellis & Everh.                                    | 1884           |
| Nectria carneorosea                         | Rehm                                              | 1882           |
| Nectria castilloae                          | Turconi & Maffei                                  | 1909           |
| Nectria catalinensis                        | C.E. Lima                                         | 1988           |
| Nectria caulina                             | Cooke                                             | 1874           |
| Nectria chlorogloea                         | Samuels                                           | 1988           |
| Nectria chrysolepis                         | Pat.                                              | 1913           |
| Nectria cinchonae                           | Zimm.                                             | 1904           |
| Nectria cinereopapillata                    | Henn. & E. Nyman                                  | 1899           |
| Nectria cingulata                           | Starbäck                                          | 1899           |
| Nectria cinnabarina (Gewoon meniezwammetje) | (Tode) Fr.                                        | 1849           |
| Nectria citri                               | Henn.                                             | 1908           |
| Nectria citricola                           | Sawada                                            | 1931           |
| Nectria citrinoaurantia                     | Lacroix                                           | 1860           |
| Nectria coccidophaga                        | (Petch) Rossman                                   | 1979           |
| Nectria coccineonigra                       | Starbäck                                          | 1905           |
| Nectria coccineo-ochracea                   | Henn. ex Weese                                    | 1924           |
| Nectria coffeicola                          | Zimm.                                             | 1901           |
| Nectria coffeigena                          | Av.-Saccá                                         | 1925           |
| Nectria collapsa                            | (Starbäck) Rossman                                | 1979           |
| Nectria compressa                           | Starbäck                                          | 1904           |
| Nectria conferta                            | Syd. & P. Syd.                                    | 1916           |
| Nectria confluens                           | Petch                                             | 1920           |
| Nectria confusa                             | Höhn.                                             | 1912           |
| Nectria congensis                           | Syd. & P. Syd.                                    | 1909           |
| Nectria contraria                           | Döbbeler                                          | 1998           |
| Nectria curta                               | J. Webster                                        | 1993           |
| Nectria cyathula                            | (Syd.) Rossman                                    | 1979           |
| Nectria cytosporae                          | Georgescu & Lungescu                              | 1958           |
| Nectria dacrymycelloides                    | Rehm                                              | 1903           |
| Nectria dacryocarpa                         | Samuels                                           | 1988           |
| Nectria daldiniana                          | Ces. & De Not.                                    | 1863           |
| Nectria dasyscyphoides                      | Henn.                                             | 1905           |
| Nectria dealbata                            | Berk. & Broome                                    | 1873           |
| Nectria discoidea                           | Petch                                             | 1920           |
| Nectria diversispora                        | Petch                                             | 1906           |
| Nectria dodgei                              | D.R. Heiser                                       | 1945           |
| Nectria dracaenae                           | Gutner                                            | 1933           |
| Nectria egens                               | Corner                                            | 1935           |
| Nectria egmontensis                         | Dingley                                           | 1956           |
| Nectria eichelbaumii                        | Henn.                                             | 1905           |
| Nectria elasticae                           | Koord.                                            | 1907           |
| Nectria ellisii (Moerasmeniezwammetje)      | C. Booth                                          | 1959           |
| Nectria epicallopisma                       | (Arnold) Sacc. & D. Sacc.                         | 1905           |
| Nectria equiseti-hiemalis                   | P. Larsen & Munk                                  | 1957           |
| Nectria erythrina                           | (Syd. & P. Syd.) Rossman                          | 1979           |
| Nectria eudiploa                            | Wollenw.                                          | 1930           |
| Nectria euphorbiana                         | Tilak & Talde                                     | 1980           |
| Nectria eustromatica                        | Jaklitsch & Voglmayr                              | 2011           |
| Nectria euterpes                            | Möller                                            | 1901           |
| Nectria exigua                              | I. Hino & Katum.                                  | 1958           |
| Nectria fibropapillata                      | Samuels                                           | 1976           |
| Nectria filicina                            | (Cooke & Harkn.) Sacc.                            | 1886           |
| Nectria flageoletiana                       | Sacc.                                             | 1917           |
| Nectria flavidocarnea                       | Rehm                                              | 1915           |
| Nectria flavistroma                         | Petch                                             | 1924           |
| Nectria flavociliata                        | Seaver                                            | 1909           |
| Nectria flavoviridis                        | (Fuckel) Wollenw.                                 | 1926           |
| Nectria foertheri                           | Döbbeler                                          | 2005           |
| Nectria foliicola                           | Berk. & M.A. Curtis                               | 1868           |
| Nectria fragilis                            | Dingley                                           | 1951           |
| Nectria fraserae                            | Hansf.                                            | 1957           |
| Nectria freycinetiae                        | Samuels                                           | 1976           |
| Nectria frullaniicola                       | Döbbeler                                          | 1979           |
| Nectria funicola (Kartonmeniezwammetje)     | (Berk. & Broome) Berk. & Broome                   | 1860           |
| Nectria funtumiae                           | Massee                                            | 1909           |
| Nectria fusca                               | (Fuckel) Wollenw.                                 | 1926           |
| Nectria fusispora                           | Rossman                                           | 1983           |
| Nectria gallifera                           | Pat.                                              | 1913           |
| Nectria ganymede                            | Lowen & Minter                                    | 1987           |
| Nectria geralensis                          | (Rehm) Rossman                                    | 1979           |
| Nectria gigantospora                        | Zimm.                                             | 1901           |
| Nectria gigaspora                           | Henn.                                             | 1899           |
| Nectria glyricidiae                         | Henn. ex Weese                                    | 1924           |
| Nectria golovinii                           | (Kravtzev) Byzova                                 | 1981           |
| Nectria gossypina                           | Samuels & Rogerson                                | 1990           |
| Nectria gracilenta                          | Syd.                                              | 1930           |
| Nectria gracilipes                          | (Tul. & C. Tul.) Wollenw.                         | 1926           |
| Nectria grayana                             | (Sacc. & Ellis) Hirooka & Seifert                 | 2013           |
| Nectria grisea                              | Dingley                                           | 1951           |
| Nectria gymnosporangii                      | (Jaap) Rossman                                    | 1979           |
| Nectria gynophila                           | Döbbeler                                          | 1998           |
| Nectria hachijoensis                        | Ts. Watan.                                        | 1990           |
| Nectria haematococcoides                    | Rossman                                           | 1983           |
| Nectria hakonensis                          | Kobayasi                                          | 1953           |
| Nectria hauturu                             | Dingley                                           | 1951           |
| Nectria heilbrunniensis                     | Kirschst.                                         | 1941           |
| Nectria heliconiae                          | E. Müll.                                          | 1965           |
| Nectria himalayensis                        | Hirooka, Rossman & P. Chaverri                    | 2012           |
| Nectria hoheriae                            | Dingley                                           | 1989           |
| Nectria huberiana                           | Henn.                                             | 1908           |
| Nectria humicola                            | P.Rama Rao                                        | 1969           |
| Nectria hyperepiphylla                      | Döbbeler                                          | 2005           |
| Nectria ignea                               | Höhn.                                             | 1909           |
| Nectria imperspicua                         | Höhn.                                             | 1907           |
| Nectria ingae                               | Chardón                                           | 1930           |
| Nectria innata                              | Theiss.                                           | 1911           |
| Nectria inundata                            | Rehm ex Weese                                     | 1912           |
| Nectria inventa (Grondmeniezwammetje)       | Pethybr.                                          | 1919           |
| Nectria iriarteae                           | Henn. ex Weese                                    | 1924           |
| Nectria iriartiae                           | Henn.                                             | 1902           |
| Nectria javanica                            | Sacc. & P. Syd.                                   | 1902           |
| Nectria jodinae                             | Speg.                                             | 1912           |
| Nectria juruensis                           | Henn.                                             | 1904           |
| Nectria kera                                | Subram. & Bhat                                    | 1984           |
| Nectria kickxiae                            | Henn.                                             | 1905           |
| Nectria lactea                              | Ellis & Morgan                                    | 1909           |
| Nectria laetidiscoides                      | Samuels & Brayford                                | 1993           |
| Nectria lagerheimiana                       | (Pat.) Rossman                                    | 1979           |
| Nectria lagodes                             | Döbbeler                                          | 2005           |
| Nectria lankesteri                          | Döbbeler & J. Carranza                            | 1993           |
| Nectria lantanae                            | Seaver                                            | 1916           |
| Nectria lateritia                           | (P. Karst.) Rossman                               | 1983           |
| Nectria lepidolophae                        | Schwarzman                                        | 1966           |
| Nectria leprosa                             | Henn.                                             | 1905           |
| Nectria lesdainii                           | Vouaux                                            | 1912           |
| Nectria leucaenae                           | Rehm                                              | 1915           |
| Nectria lizonioidis                         | Höhn.                                             | 1909           |
| Nectria lophiostomacea                      | Starbäck                                          | 1905           |
| Nectria lugdunensis (Noachs meniezwammetje) | J. Webster                                        | 1959           |
| Nectria lunulata                            | Höhn.                                             | 1907           |
| Nectria luteococcinea                       | Höhn.                                             | 1909           |
| Nectria macrojungneri                       | Samuels                                           | 1990           |
| Nectria madeirensis                         | Henn.                                             | 1904           |
| Nectria magnispora                          | Hirooka, Rossman & P. Chaverri                    | 2012           |
| Nectria manuka                              | Dingley                                           | 1951           |
| Nectria mariae                              | Hirooka, J. Fourn., Lechat, Rossman & P. Chaverri | 2012           |
| Nectria marina                              | Dayar. & K.D. Hyde                                | 2020           |
| Nectria masseei                             | Sacc. & D. Sacc.                                  | 1905           |
| Nectria megaspora                           | Rossman                                           | 1979           |
| Nectria melanommatis                        | Syd. & P. Syd.                                    | 1909           |
| Nectria meliolicola                         | F. Stevens                                        | 1918           |
| Nectria microdisca                          | Rossman                                           | 1983           |
| Nectria minuscula                           | (Sacc. & Speg.) Rossman                           | 1979           |
| Nectria mnii                                | Döbbeler                                          | 1988           |
| Nectria modesta                             | Höhn.                                             | 1907           |
| Nectria munkii                              | Tilak, S.B. Kale & S.V.S. Kale                    | 1971           |
| Nectria muscicola                           | Sacc.                                             | 1913           |
| Nectria muscivora                           | (Berk. & Broome) Berk.                            | 1860           |
| Nectria neblinensis                         | Brayford & Samuels                                | 1993           |
| Nectria neogrammicospora                    | Samuels                                           | 1988           |
| Nectria neohenningsioides                   | Rossman                                           | 1983           |
| Nectria neorehmiana                         | Rossman                                           | 1983           |
| Nectria nigro-ostiolata                     | Wakef.                                            | 1920           |
| Nectria noackiana                           | Syd. & P. Syd.                                    | 1907           |
| Nectria novae-zealandiae                    | (Dingley) Rossman                                 | 1979           |
| Nectria obscura                             | Rehm                                              | 1907           |
| Nectria oculata                             | Höhn.                                             | 1909           |
| Nectria orchidearum                         | Theiss.                                           | 1911           |
| Nectria otagensis                           | Curr. ex Linds.                                   | 1867           |
| Nectria pallida                             | Ellis & Everh.                                    | 1894           |
| Nectria pallidula                           | Cooke                                             | 1888           |
| Nectria palmicola                           | Goh & K.D. Hyde                                   | 1997           |
| Nectria pandani                             | Tul. & C. Tul.                                    | 1865           |
| Nectria penicillioides                      | Ranzoni                                           | 1956           |
| Nectria peristomata                         | Zimm.                                             | 1902           |
| Nectria pertusaroides                       | Samuels                                           | 1976           |
| Nectria pertusoides                         | Samuels                                           | 1976           |
| Nectria petrucciana                         | (Caldesi & De Not.) Höhn.                         | 1919           |
| Nectria pezizoides                          | Kirschst.                                         | 1906           |
| Nectria phaeohaematococca                   | Rossman                                           | 1983           |
| Nectria phialotrichi                        | Rogerson & Samuels                                | 1992           |
| Nectria philodendri                         | Samuels & Brayford                                | 1993           |
| Nectria phormiicola                         | Samuels                                           | 1976           |
| Nectria phycophila                          | Tassi                                             | 1900           |
| Nectria phycophora                          | (Döbbeler) Rossman                                | 1983           |
| Nectria phyllostachydis                     | Hara                                              | 1913           |
| Nectria pityrodes                           | (Mont.) Mont.                                     | 1856           |
| Nectria placenta                            | Höhn.                                             | 1907           |
| Nectria polita                              | Theiss.                                           | 1911           |
| Nectria polylepidis                         | Brayford & Samuels                                | 1993           |
| Nectria polyporina                          | Petch                                             | 1941           |
| Nectria poricola                            | Theiss.                                           | 1911           |
| Nectria portoricensis                       | F. Stevens                                        | 1918           |
| Nectria prodigiosa                          | Syd.                                              | 1925           |
| Nectria prorumpens                          | Rehm                                              | 1900           |
| Nectria pseudadelphica                      | Rehm                                              | 1892           |
| Nectria pseudocinnabarina                   | Rossman                                           | 1989           |
| Nectria pseudotrichia                       | Berk. & M.A. Curtis                               | 1854           |
| Nectria psiloti                             | (Bernátsky) G.R.W. Arnold                         | 1972           |
| Nectria pterospermi                         | Sawada                                            | 1931           |
| Nectria pulcherrima                         | Berk. & Broome                                    | 1873           |
| Nectria pulverulenta                        | Dingley                                           | 1956           |
| Nectria pyriformis                          | Hirooka, Rossman & P. Chaverri                    | 2012           |
| Nectria pyrosphaera                         | Maire                                             | 1917           |
| Nectria quisquiliaris                       | Cooke                                             | 1879           |
| Nectria racovitzae                          | Döbbeler                                          | 1978           |
| Nectria rehmiana                            | (Kirschst.) Rossman                               | 1983           |
| Nectria rimincola                           | Cooke                                             | 1883           |
| Nectria rishbethii                          | C. Booth                                          | 1959           |
| Nectria ruapehu                             | Dingley                                           | 1951           |
| Nectria rubropeziza                         | Wollenw.                                          | 1931           |
| Nectria rubrostoma                          | Rossman                                           | 1983           |
| Nectria rubrosulphurea                      | (Seaver) J.A. Stev.                               | 1975           |
| Nectria sakanensis                          | Henn.                                             | 1908           |
| Nectria salisburgensis                      | Döbbeler & Poelt                                  | 1979           |
| Nectria sampaioi                            | Gonz. Frag.                                       | 1924           |
| Nectria sanramonensis                       | Döbbeler                                          | 1992           |
| Nectria sasae-kurilensis                    | S. Imai                                           | 1935           |
| Nectria savulescui                          | Tóth                                              | 1959           |
| Nectria secalina                            | Ellis & Everh.                                    | 1902           |
| Nectria seminicola                          | Seaver                                            | 1909           |
| Nectria septomyrothecii                     | Samuels                                           | 1988           |
| Nectria septomyxa                           | Wollenw.                                          | 1926           |
| Nectria septospora                          | Samuels & Brayford                                | 1993           |
| Nectria sepulta                             | Pat.                                              | 1923           |
| Nectria serjaniae                           | (Henn.) Petr.                                     | 1929           |
| Nectria sesquiphialis                       | Samuels                                           | 1989           |
| Nectria setofusarii                         | Samuels & Nirenberg                               | 1989           |
| Nectria setulosa                            | Weese                                             | 1916           |
| Nectria simillima                           | Rehm                                              | 1900           |
| Nectria skottsbergii                        | Weese                                             | 1928           |
| Nectria sordescens                          | Sacc.                                             | 1917           |
| Nectria sordida                             | Speg.                                             | 1898           |
| Nectria spartii                             | Kirschst.                                         | 1941           |
| Nectria spegazzinii                         | Vouaux                                            | 1912           |
| Nectria sphaeriicola                        | Speg.                                             | 1908           |
| Nectria sphaeriophila                       | Theiss.                                           | 1911           |
| Nectria sphagnicola                         | Kirschst.                                         | 1906           |
| Nectria spirostriata                        | Rossman                                           | 1983           |
| Nectria stenospora                          | Berk. & Broome                                    | 1873           |
| Nectria stigme                              | Rehm                                              | 1904           |
| Nectria striatospora                        | Zimm.                                             | 1901           |
| Nectria striatula                           | H.S. Yates                                        | 1917           |
| Nectria styriaca                            | Döbbeler                                          | 1978           |
| Nectria subbotryosa                         | Höhn.                                             | 1907           |
| Nectria subcinnabarina                      | Henn.                                             | 1900           |
| Nectria subfalcata                          | Henn.                                             | 1902           |
| Nectria submersa                            | Kobayasi                                          | 1952           |
| Nectria sulcispora                          | Petch                                             | 1920           |
| Nectria swieteniae-mahogani                 | C.C. Chen                                         | 1965           |
| Nectria sydowiana                           | Theiss.                                           | 1911           |
| Nectria sylvana                             | Mouton                                            | 1900           |
| Nectria tawa                                | Dingley                                           | 1951           |
| Nectria tibetensis                          | Z.Q. Zeng & W.Y. Zhuang                           | 2017           |
| Nectria tornensis                           | Subhedar & V.G. Rao                               | 1977           |
| Nectria trachylaena                         | Syd.                                              | 1938           |
| Nectria tricolor                            | Höhn.                                             | 1902           |
| Nectria triglitziana                        | Kirschst.                                         | 1922           |
| Nectria triseptata                          | Z.Q. Zeng & W.Y. Zhuang                           | 2015           |
| Nectria truncata                            | Ellis                                             | 1883           |
| Nectria tuberculariae                       | Petch                                             | 1921           |
| Nectria tuberculariformis                   | (Rehm) G. Winter                                  | 1888           |
| Nectria tuberculata                         | Traverso                                          | 1902           |
| Nectria tucumanensis                        | Speg.                                             | 1909           |
| Nectria turrialbae                          | Döbbeler & J. Carranza                            | 1993           |
| Nectria tympaniformis                       | Petr.                                             | 1950           |
| Nectria ulmicola                            | C.M. Tian & Q. Yang                               | 2018           |
| Nectria umbilicata                          | Henn.                                             | 1902           |
| Nectria umbrina                             | Fr.                                               | 1849           |
| Nectria urceolus                            | Speg.                                             | 1879           |
| Nectria uredinicola                         | Pat.                                              | 1891           |
| Nectria vanillicola                         | Henn.                                             | 1902           |
| Nectria variabilis                          | Hara                                              | 1914           |
| Nectria varians                             | (Sacc.) Rossman                                   | 1979           |
| Nectria venusta                             | Syd.                                              | 1930           |
| Nectria vermispora                          | Samuels & Brayford                                | 1993           |
| Nectria vernoniae                           | (Hansf.) Rossman                                  | 1979           |
| Nectria verrucosa                           | (Schwein.) Sacc.                                  | 1883           |
| Nectria versicolor                          | (F. Brig.) Sacc. & Trotter                        | 1913           |
| Nectria vicina                              | Speg.                                             | 1909           |
| Nectria victoriae                           | Henn.                                             | 1907           |
| Nectria viridula                            | Pat.                                              | 1913           |
| Nectria voratella                           | Döbbeler                                          | 2005           |
| Nectria vulpina                             | (Cooke) Cooke                                     | 1882           |
| Nectria xanthostigma                        | (Berk. & Cooke) Sacc.                             | 1886           |
| Nectria xenoderma                           | Syd.                                              | 1939           |
| Nectria zeae                                | Saccas                                            | 1951           |
| Nectria zonata                              | Seaver                                            | 1910           |